# IC 4450
IC 4450 је спирална галаксија у сазвјежђу Волар која се налази на листи објеката дубоког неба у Индекс каталогу.
Деклинација објекта је + 28° 33' 26" а ректасцензија 14h 32m 12,4s. Привидна величина (магнитуда) објекта IC 4450 износи 14,4 а фотографска магнитуда 15,2. IC 4450 је још познат и под ознакама UGC 9349, MCG 5-34-65, CGCG 163-73, IRAS 14300+2846, PGC 51939.